# 詐騙女神
是一部於2019年上映的美國喜劇電影，由克里斯·愛迪生執導、潔克·薛佛編劇。電影改編自1988年的喜劇電影《騙徒糗事多》，由安·海瑟薇、瑞貝爾·威爾森和艾力克斯·夏普主演。電影2019年5月10日在美國上映。

## 演員
- 瑞貝爾·威爾森 飾 Penny
- 安·海瑟薇[2] 飾 Josephine
- 艾力克斯·夏普（英语：Alex Sharp）[3] 飾 Thomas
- 蒂姆·布雷克·尼爾森 飾 Portnoy
- 英格麗·奧利佛（英语：Ingrid Oliver） 飾 Inspector Desjardins
- 愛瑪·戴維斯（英语：Emma Davies） 飾 Cathy
- 迪恩·諾里斯 飾 Howard Bacon

## 製作與發行

### 製作
2016年8月，米高梅宣布將改編翻拍自《風流江湖客》的1988年電影《騙徒糗事多》，是有關兩位行騙的女人的故事，且其中一位由瑞貝爾·威爾森來飾演。
2017年1月，片方曾將電影取名為"討厭的女人"(Nasty Women)，該片名源自唐納·川普與希拉蕊·柯林頓的辯論會上，川普針對希拉蕊所做的評論，且安·海瑟薇將做為第二位主演。3月，克里斯·愛迪生被聘為該電影的導演，而這也是他的電影導演處女作。同年8月，宣布艾力克斯·夏普將在電影中出演男主角，飾演一位在20歲前就成為科技業的百萬富翁，且於賭注中心在兩位經驗豐富的女人之間周旋的男性。
2017年9月中旬，於英國開始主要攝影，以及在範堡羅機場也有拍攝。

### 發行
在經過多次修改上映日期後，電影最終預計於2019年5月10日上映。電影的官方預告片在2019年2月12日透過Twitter釋出。

## 外部連結
- 互联网电影数据库（IMDb）上《詐騙女神》的资料（英文）
- Box Office Mojo上《詐騙女神》的資料（英文）
- 爛番茄上《詐騙女神》的資料（英文）
- Metacritic上《詐騙女神》的資料（英文）
- AllMovie上《詐騙女神》的资料（英文）
- 豆瓣电影上《詐騙女神》的資料 （简体中文）